# 체내 사정

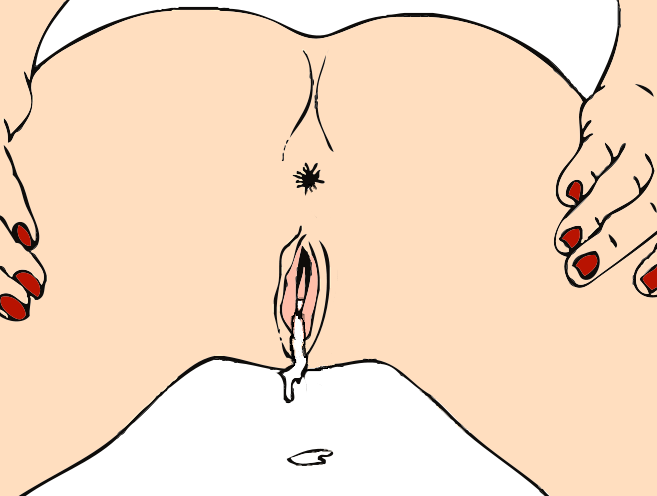

체내 사정(體內射精) 또는 질내 사정(膣內射精)은 남성이 성관계가 맺어진 후 여성의 질에 사정하게 되는 것을 표현한다. 보통 임신을 준비할 경우에 일어나게 되는 사정 행위와의 관계가 있는 것이 일반적이다.
남성이 음경에 콘돔을 씌운 채 여성의 질내에서 사정할 경우 기본적으로 질내에 정액이 주입되지 않으므로 체내사정 또는 질내사정이라고 부르지 않는다.

## 개요
주로 미래의 결혼을 약속한 부부 또는 결혼한 부부 등 임신을 희망하거나 임신을 용인할 수 있는 남녀가 하는 성행위이다. 질내사정에 의해 임신하는 것을 자연임신이라고 한다.
임신을 용인할 수 없는 경우에도 피임구를 구입할 경제력이 없는 젊은 층 간의 성교나 주로 남성 측이 피임구 착용으로 인한 성감각 저하를 기피하는 경우 등에서 오기노식의 임신 가능성이 낮은 기간(안전한 날)에 시행되는 경우도 많지만 피임을 목적으로 오기노식을 적용하는 것은 불완전하며 의도하지 않은 임신의 가능성을 남겨둔다.
여성이 폐경 후일 경우, 혹은 남녀 모두 불임시술을 했거나 질병이나 선천적 이상으로 임신이 안 되는 경우 등 임신 가능성이 없거나 매우 낮은 경우에도 행해질 수 있다.
자녀를 양육할 수 있는 경제 여건, 육아가 가능한 체력·기력이 없는 경우에는 임신했을 때 인공임신중절하게 되는데, 낙태에 따른 여성의 정신적·신체적 부담은 상당하다. 계획성이 없는 임신은 여성에게 부담을 주므로 확실한 피임을 하는 사랑을 갖는 것이 바람직하다. 그러나 현실에서는 남성이 일방적으로 충동적인 질내 사정을 하는 경우가 있어 여성에게는 위험한 행위다.
질 내 사정하는 경우는 성기의 직접 접촉에 의한 성병에 걸릴 위험이 있다.불특정 다수의 상대와 성행위를 했을 경우에 감염된다고 생각되는 것이 많지만, 특정의 상대로서도 이환하는 성병도 있다.콘돔은 성병을 예방할 수 있는 경우가 많은 도구이기도 하다.

## 의도하지 않은 체내 사정
남성이 질외 사정을 의도해 피스톤 운동을 계속하지만 페니스를 질에서 늦게 빼내 질내로 사정하는 경우나 쾌감 때문에 자궁 입구로 귀두를 눌러 오히려 질 속으로 사정해 버리는 경우가 있다. 또한 초등학생 커플 등 정통성을 갖기 전의 남성이 계속적으로 성교하는 관계에 있는 경우 절정에 이르러도 사정을 한다고 생각하지 않기 때문에 피임을 하지 않고 질에 페니스를 삽입한 채 절정을 맞이하는 경우가 대부분이지만 성교에 의해 정통성을 보일 가능성이 있어 사출된 정액(초정)에 의해 의도하지 않은 질내사정이 되는 경우가 있다. 킨제이 보고에 따르면 남자의 정통한 계기의 12.53%는 여성과의 성교에 의한 것이며, 일본성교육협회가 6년에 한 번 실시하고 있는 '젊은이의 성' 조사보고에서도 정통한 사람이 늘기 시작하는 12세 남자의 성교 경험자 수는 예년 1% 정도 존재한다.
이들 의도하지 않게 질 내에 사정하게 된 경우에는 샤워나 비데 등으로 질 세척을 한 후, 애프터 피임약을 처방받음으로써 응급 피임을 실시하는 것이 가능하다.

## 관련 속어
- 질싸
- 74(칠사): 질에 싸다와 유사한 한국어 숫자발음에서 유래되었다.
- 안에 싼다, 안에 싸기
- 크림파이(Creampie): 영어권의 속어이다. 파이 가운데에 들어간 크림을 연상하는 것에서 유래되었다.
- 나카다시(中出し): 체내사정을 의미하는 일본의 속어로 한국어로 번역하면 "안에 싸기"이다. 반대어는 소토다시(外出し)로, 소토다시는 체외사정을 의미하는 일본의 속어이며, 한국어로 번역하면 "밖에 싸기"이다.

## 같이 보기
- 질
- 정액